# World Gone Wrong
World Gone Wrong je devětadvacáté studiové album amerického písničkáře Boba Dylana. Vydáno bylo v říjnu roku 1993 společností Columbia Records a jeho producentem byl sám Dylan. Dylan se zde doprovází pouze na akustickou kytaru a foukací harmoniku. Deska obsahuje převážně tradicionály. Album bylo oceněno cenou Grammy.

## Seznam skladeb
| Pořadí | Název             | Délka |
| ------ | ----------------- | ----- |
| 1.     | World Gone Wrong  | 3:57  |
| 2.     | Love Henry        | 4:24  |
| 3.     | Ragged & Dirty    | 4:09  |
| 4.     | Blood in My Eyes  | 5:04  |
| 5.     | Broke Down Engine | 3:22  |
| 6.     | Delia             | 5:41  |
| 7.     | Stack a Lee       | 3:50  |
| 8.     | Two Soldiers      | 5:45  |
| 9.     | Jack-a-Roe        | 4:56  |
| 10.    | Lone Pilgrim      | 2:43  |